# Charles Kokoyo
Charles Kokoyo, né le 7 avril 1955, est un athlète kényan.

## Carrière
Il est médaillé d'or du décathlon et médaillé d'argent du 110 mètres haies aux Championnats d'Afrique d'athlétisme 1982 au Caire.
Il est champion du Kenya du 110 mètres haies en 1983, 1985 et 1986, du triple saut en 1981 et du décathlon en 1981, 1982 et 1987.